# At-Tuwani
At-Tuwani, en arabe : ﺍﻟتوانة,  est un village du gouvernorat de Hébron en Palestine, situé au sud du mont Hébron et de Yatta, au sud-ouest de la Cisjordanie.
Selon le recensement du bureau central palestinien des statistiques, la localité compte une population de 194 habitants en 2017.